# Ornithobacterium-rhinotracheale-Infektion
Die Ornithobacterium-rhinotracheale-Infektion ist eine infektiöse Atemwegserkrankung bei Hühnervögeln. Die Infektion ist hoch ansteckend für Hühner und Puten. Zwischen den Serotypen gibt es große Virulenzunterschiede. Der Erreger, Ornithobacterium rhinotracheale, spielt auch bei der fibrinösen Serositis der Hühner und Puten eine Rolle.

## Klinik
Infektionen mit O. rhinotracheale gehören zu den multifaktoriell bedingten Atemwegserkrankungen. Der Hauptinfektionsweg ist die Atemluft. Puten sind schon ab der zweiten Lebenswoche empfänglich, die meisten Infektionen treten jedoch ab der 14. Woche auf. Je nach Virulenz reichen die Symptome von Nasenausfluss bis zu schweren Allgemeinerkrankungen. Todesfälle sind selten. Vor allem beim Broiler sind auch die Bronchien und die Lungen betroffen.
Pathologisch treten vor allem Lungen- und Luftsackveränderungen auf.

## Diagnostik
Die Diagnose kann durch Erregernachweis aus Trachealabstrichen, Lungen und Luftsäcken gestellt werden.

## Therapie
Wegen der großen Resistenzen bei Nutzgeflügel ist ein Resistenztest dringend anzuraten. Elterntiere können mit einem inaktivierten Impfstoff geimpft werden.